# Грин, Джордж Сирс
Джордж Сирс «Поуп» Грин (George Sears «Pop» Greene) (6 мая 1801 — 28 января 1899) — американский инженер и генерал федеральной армии во время гражданской войны в США. Происходил из знаменитой семьи Гринов из Род-Айленда. Прославился в основном удачной обороны высоты Калпс-Хилл во время сражения при Геттисберге. Впоследствии основал общество «American Society of Civil Engineers and Architects», и стал автором многих железнодорожных проектов на северо-востоке США.

## Ранние годы
Грин родился в Аппонаге, в Род-Айленде, в семье Кэлеба Грина и Сары Робинсон Грин. Его семья происходила из первых колонистов Род-Айленда и участников американской войны за независимость. Его родственником был генерал Натаниэль Грин. Кэлеб был торговцем, однако его бизнес был подорван войной 1812 года. В юности Джордж окончил Урентамскую Академию, а затем латинскую школу в Провиденсе. Он собирался поступать в Браун-Университет, но из-за финансовых проблем в семье не смог это осуществить, поэтому переехал в Нью-Йорк и устроился работать на склады.
В Нью-Йорке он встретил майора Силливануса Тайлера, суперинтенданта академии Вест-Пойнт, который порекомендовал военному секретарю устроить Джорджа в академию. В итоге в 1819 году, в 18 лет Грин поступил в Вест-Пойнт, и окончил его в 1823 году вторым из 35-ти кадетов. Среди его однокурсников были будущие генералы Джозеф Мансфилд, Дэвид Хантер и Альберт Джонстон. Успешные выпускники обычно выбирали карьеру инженера, но Грин пошёл в артиллерию и был определён вторым лейтенантом в 3-й артиллерийский полк. Однако, ввиду своих выдающихся способностей, его оставили в Академии до 1827 года в должности преподавателя математики и инженерии. Одним из его учеников в те годы был Роберт Эдвард Ли.
Летом 1828 года Грин женился на Мэри Элизабет Винтон, сестре своего лучшего друга по академии, Дэвида Винтона. У них родилось трое детей: Мэри Винтон, Джордж Сирс и Фрэнсис Винтон Грин. Однако, в 1833 году, когда Грин служил в Форт-Силливан, произошла трагедия — Элизабет и все три ребёнка умерли, предположительно от туберкулёза. Чтобы отвлечься от грустных мыслей, он углубился в изучение права и медицины, и почти стал профессионалом в обеих областях к 1836 году, когда он уволился из армии (30 июня 1836 года), чтобы стать гражданским инженером.

## Гражданская война
В 1861 году Грин решил вернуться в армию и сражаться за Союз, несмотря на то, что ему было уже 60 лет и он уже 25 лет не служил в армии. Он был совершенно аполитичен, но искренне желал восстановить Союз. 18 января 1862 года его назначили полковником 60-го Нью-Йоркского полка. Это не устроило ньюйоркцев и командиры рот подали петицию с просьбой сменить полковника. Грину предлагали возглавить массачусетский полк, но он предпочёл остаться на службе своего штата. Офицеры полка предложили повысить своего подполковника до полковника вместо Грина и в итоге 28 апреля 1862 года Грин стал бригадным генералом и штабным офицером при генерале Натаниэле Бэнксе. Это случилось как раз в то время, когда Бэнкс сражался с Джексоном в долине Шенандоа. Грину был уже 61 год, он был самым старым генералом в федеральной армии, и солдаты прозвали его «Старик» (Old Man). Однако, в федеральной армии числилось ещё 17 генералов более старшего возраста.
27 мая 1862 года Грин возглавил бригаду, которой до него командовал полковник Джордж Гордон. Она состояла из 5-ти полков:
- 27-й Индианский пехотный полк, полковник Сайлас Колгроув
- 2-й Массачусетский пехотный полк, полковник Эндрюс
- 9-й Нью-Йоркский полк ополчения, полковник Джон Стайлс
- 29-й Пенсильванский пехотный полк, полковник Джон Мерфи
- 3-й Висконсинский пехотный полк, капитан Томас Ружер

Возраст не помешал Грину стать одним из самых решительных генералов в армии. Во время Северовирджинской кампании он командовал 3-й бригадой 2-й дивизии II корпуса Вирджинской армии и участвовал в сражении у Кедровой горы. Он попал под удар втрое превосходящих сил противника, однако удержал позицию, и отступил только тогда, когда отошли части на его флангах. В этом бою был ранен дивизионный командир Кристофер Огур, и Грин временно принял командование всей дивизией.
Во время Мерилендской кампании дивизия, которой командовал Грин, стала частью XII корпуса Потомакской армии и приняла участие в сражении при Энтитеме. После потерь у Кедровой горы её численность сократилась до 2 504 человек и её тремя бригадами командовали офицеры низкого ранга:
- 1-я бригада, подполковник Гектор Тиндейл
- 2- бригада, полковник Генри Стрейнбок
- 3-я бригада, полковник Уильям Гудрич

XII корпус вёл наступление на позиции Томаса Джексона возле Данкер-Чёр. Командующий корпусом генерал Мансфилд был убит в самом начале наступления, а дивизия Френча уклонилась влево, однако дивизия Грина успешно прорвала позиции, оборонявшиеся измотанными полками Джексона и вышла на плато у Данкер-Чёч. Это была самая успешная федеральная атака в тот день; небольшая дивизия Грина (около 1727 человек) сражалась почти 4 часа, и в итоге попала под контратаку бригады Джубала Эрли и была вынуждена отступить. После сражения дивизию разместили в Харперс-Ферри и Грин взял отпуск по болезни на три недели. Оливер Ховард потом предположил, что Грин не перенёс стресса от зрелища множества убитых и раненых при Энтитеме.
Когда Грин вернулся в строй, дивизией уже снова командовал Джон Гири, и это оскорбило Грина, поскольку Гири был старше его по званию всего на несколько дней. Служебные достижения Гири были невелики, но у него были хорошие связи, а кроме того, было принято ко вниманию его ранение у Кедровой горы.
Грин вернулся к своей бригаде и участвовал в нескольких перестрелках в северной Вирджинии. В сражении при Фредериксберге его бригада не участвовала. Весной 1863 года он оказался в центре федеральной линии в ходе сражения при Чанселорсвилле. Когда побежал соседний XI корпус, бригада попала под фланговый удар. Грин приказал возвести укрепления: устроить засеку и вырыть траншеи. В итоге им удалось пережить несколько атак противника, потеряв 528 человек из 2032. В этом бою снова был ранен Джон Гири и Грин снова принял командование дивизией.

### Геттисберг
В начале геттисбергской кампании бригада Грина была все так же частью XII корпуса и имела следующий состав:
- 60-й Нью-Йоркский пехотный полк: полковник Абедь Годард
- 78-й Нью-Йоркский пехотный полк: подполковник Герберт фон Хаммерштейн
- 102-й Нью-Йоркский пехотный полк: полковник Джеймс Лэйн
- 137-й Нью-Йоркский пехотный полк: полковник Дэвид Иреланд
- 149-й Нью-Йоркский пехотный полк: полковник Генри Барнум

2 июля 1863 года XII корпус оборонял высоту Калпс-Хилл под Геттисбергом. Генерал Мид перебросил почти весь корпус с правого фланга на усиление левого. Только одна бригада Грина, примерно 1350 ньюйоркцев, была оставлена на фронте в полмили. Здесь они попали под атаку целой дивизии южан. Грин, как военный инженер, грамотно оценил ситуацию и заранее распорядился возвести укрепления, хотя ни дивизионное командование, ни корпусное не давало ему таких распоряжений. Это решение Грина спасло армию в критический момент боя: несколько часов его бригада смогла выдерживать повторяющиеся атаки противника. Грин сам находился на позициях, непосредственно управляя боем. Только к ночи остальные бригады корпуса вернулись на свои позиции. 3 июля сражение за Калпс-Хилл продолжилось и длилось около 7 часов, но федералы смогли удержать высоту. Это сражение так же известно тем, что в нём с двух сторон участвовали самые старые генералы обеих армий: Грин (62 года) и Уильям Смит (65 лет).

### На западе
В конце 1863 года XII корпус был переведён на запад, на усиление осаждённой под Чаттанугой федеральной армии. Во время сражения при Ваухатчи бригада Грина попала под внезапную ночную атаку противника и генерал был ранен в лицо. У него была сломана челюсть и выбито несколько зубов. Хирурги не смогли как следует исправить повреждения и Грин страдал от этого ранения всю свою последующую жизнь. Он провёл 6 месяцев на лечении, после чего служил в тылу в военном трибунале, а в январе 1865 года был направлен в армию Шермана в Северной Каролине. 13 марта 1865 года Грин получил временное звание бригадного генерала добровольческой армии США.
В добровольном порядке он служил при штабе генерала Джекоба Кокса и участвовал в сражении при Кингстоне, где под ним была убита лошадь. Уже в самом конце войны Грин командовал 3-й бригадой в дивизии Эбсалома Байарда и участвовал во взятии Роли, и в преследовании генерала Джонстона вплоть до его капитуляции.

## Послевоенная деятельность
После войны Грин ещё год служил в трибунале, затем 30 апреля 1866 года уволился из армии США и вернулся к работе гражданского инженера. Он работал в Нью-Йорке и Вашингтоне. С 1867 по 1871 год он служил в руководстве департамента кротонского акведука. В свои 86 лет он пешком инспектировал весь 30-мильный Кротонский Акведук. С 1875 по 1877 он являлся президентом Общества Гражданских Инженеров, и президентом нью-йоркского генеалогического и биографического общества. В 1881 году он стал членом попечительского совета (Board of Visitors) академии Вест-Пойнт.
К 1892 году Грин был самым старым федеральным генералом и старейшим из выпускников Вест-Пойнта. Он подавал в Конгресс прошение присвоить ему пенсию капитана, чтобы тем помочь своей семье, но Конгресс смог только обеспечить ему пенсию первого лейтенанта. Его вернули на военную службу и 18 августа 1894 года Грин принёс клятву верности и получил звание первого лейтенанта, так что в свои 93 года стал самым старым лейтенантом в американской армии.

## Память

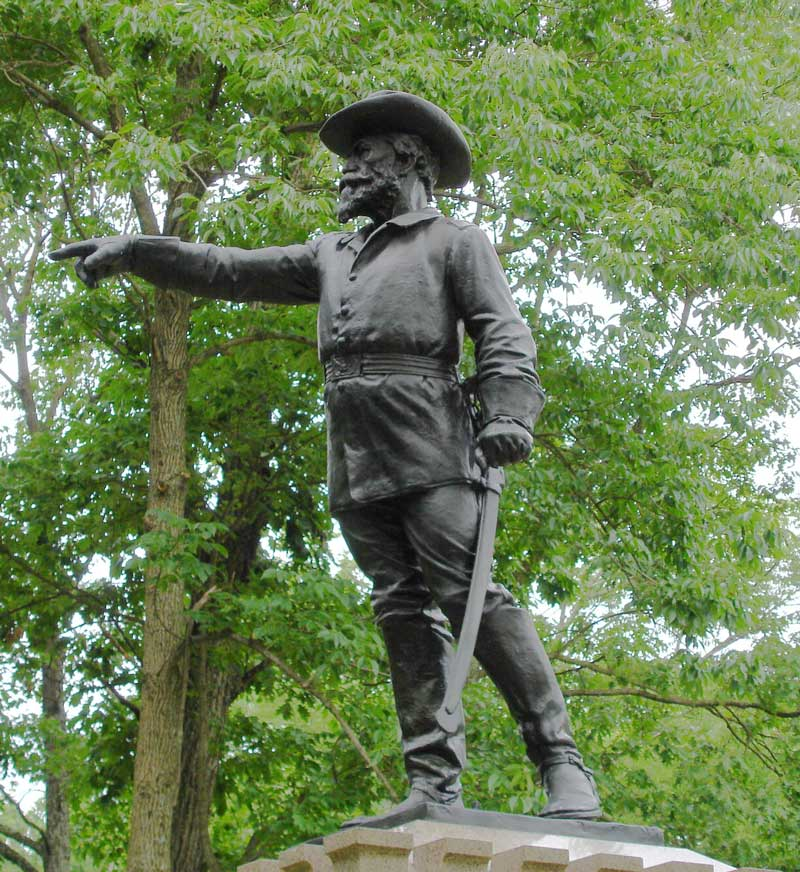
Памятник генералу Грину под Геттисбергом

Грин умер в 1899 году в возрасте 97 лет в Морристауне, штат Нью-Джерси и был похоронен на фамильном кладбище Гринов в Уорвике, штат Род-Айленд. На его могиле установили двухтонный камень, принесённый с холма Калпс-Хилл. В 1906 году штат Нью-Йорк установил его статую на высоте Калпс-Хилл на территории геттисбергского национального парка.
Его жена Марта умерла в 1883 году в возрасте 74 лет. Их старший сын Самуэль Дэйн Грин служил на броненосце USS Monitor и участвовал в сражении при Хэмптон-Роудс. Другой его сын, Фрэнсис Грин, командовал бригадой в сражении при Маниле во время испанской войны. Третий сын, Чарльз Терстон Грин, был лейтенантом и служил в штабе отца под Геттисбергом. В том же году у него была ампутирована нога, но он остался на службе до 1870 года.